# Augustin Calmet

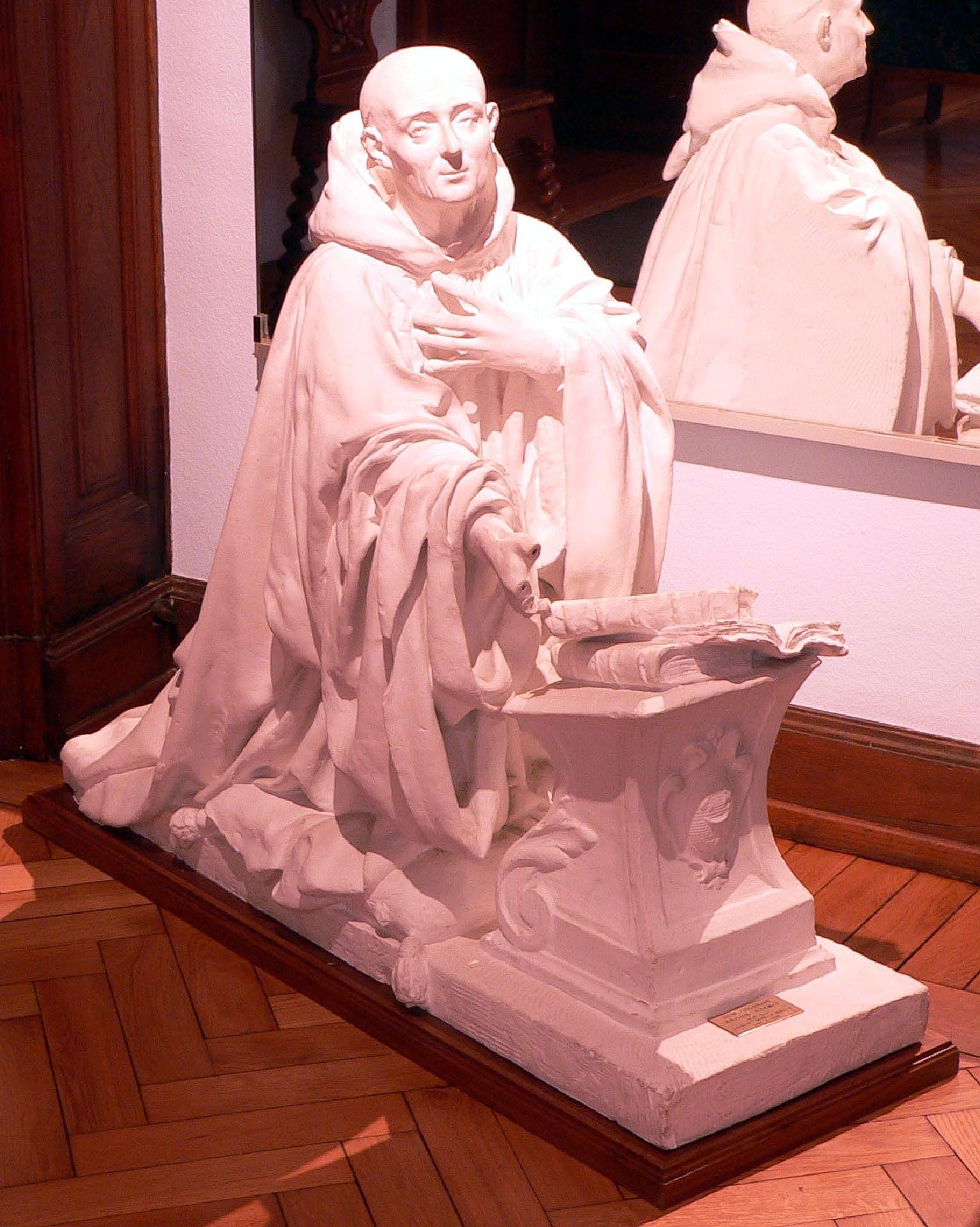
Escultura que representa a Augustin Calmet

Dom Antoine Agustín Calmet (Ménil-la-Horgne, Francia, 26 de febrero de 1672 - abadía de Senones, Francia, 25 de octubre de 1757), abad de Senones, destacado exégeta francés que escribió "Historia del Antiguo y Nuevo Testamento y de los judíos", también publicó en 1746 un libro titulado El mundo de los fantasmas, en el cual se incluye un ensayo sobre los vampiros, citado por Benito Jerónimo Feijoo y Voltaire.

## Biografía
Fue educado en el Priorato Benedictino de Breuil, profesando como monje benedictino en la abadía de St-Mansuy en Toul de la Congregación de San Mauro el 23 de octubre de 1688 tras unirse a la orden el año anterior. Fue ordenado sacerdote el 17 de marzo de 1696 y pasó a enseñar filosofía y teología en la abadía de Moyenmoutier. Comenzó allí a recopilar el material para su comentario de la Biblia que completó durante su estancia como sub-prior y profesor de exégesis en Münster, Alsacia. 
Entre 1707 y 1716 publicó 23 tomos de su principal obra Commentaire littéral sur tous les livres de l'Ancien et du Nouveau Testament, realizando dos ediciones más entre 1714-20 y 1724-26. Dicha obra tuvo una primera traducción entre 1730-38 al latín de la que se publicaron tres ediciones y una segunda traducción con al menos una edición en 1730.
En reconocimiento a sus cualidades como hombre instruido y pío, fue elegido prior de Lay-Saint-Christophe en 1715, abad de St-Léopold en Nancy en 1719, y de Senones en 1729. Así mismo, se le eligió dos veces como superior general de la congregación y, aunque el Papa Benedicto XIII deseó ordenarle obispo, rechazó el cargo.